# Шикачик чорночеревий
Шика́чик чорночеревий (Edolisoma montanum) — вид горобцеподібних птахів родини личинкоїдових (Campephagidae). Ендемік Нової Гвінеї.

## Опис
Довжина птаха становить 24 см. У самців верхня частина тіла сиза. Лоб, обличчя, нижня частина тіла, крила і хвіст чорні, блискучі. Махові пера мають сірі края. У самиць нижня частина тіла сиза, обличчя і горло чорні, пера на хвості і крилах чорні з сірими краями. Очі, дзьоб і лапи чорні.

## Підвиди
Виділяють два підвиди:
- E. m. montanum (Meyer, AB, 1874) — захід і центр Нової Гвінеї;
- E. m. bicinia (Diamond, 1969) — північ Нової Гвінеї.

## Поширення і екологія
Чорночереві шикачики живуть в рівнинних і гірських вологих тропічних лісах Центрального хребта Нової Гвінеї. Зустрічаються на висоті від 600 до 1500 м над рівнем моря.